# Brunnen

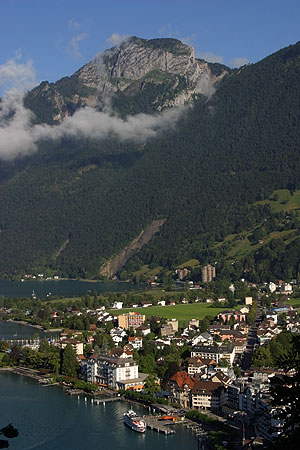
La ville de Brunnen et le Hochflue en arrière-plan

Brunnen est une localité de Suisse centrale au bord du Lac des Quatre-Cantons à 435 mètres d'altitude. Elle se trouve dans le canton de Schwytz et appartient à la commune d'Ingenbohl. La rivière Muota contourne Brunnen et se déverse dans le lac non loin de l'agglomération. Brunnen se trouve dans le coude séparant l'Urnersee (lac d'Uri) du reste du Lac des Quatre-Cantons.
La Voie Suisse se termine sur la « Place des Suisses de l'Étranger » à Brunnen.

## Géographie
Le bourg est situé au début de l’Axenstrasse, route construite en 1861 entre Brunnen et Flüelen, le long du lac des Quatre-Cantons. Il est parfois surnommé la « Perle du lac des Quatre-Cantons ».

## Histoire
- Le Pacte fédéral de 1291 a été confirmé à Brunnen le 9 décembre 1315.

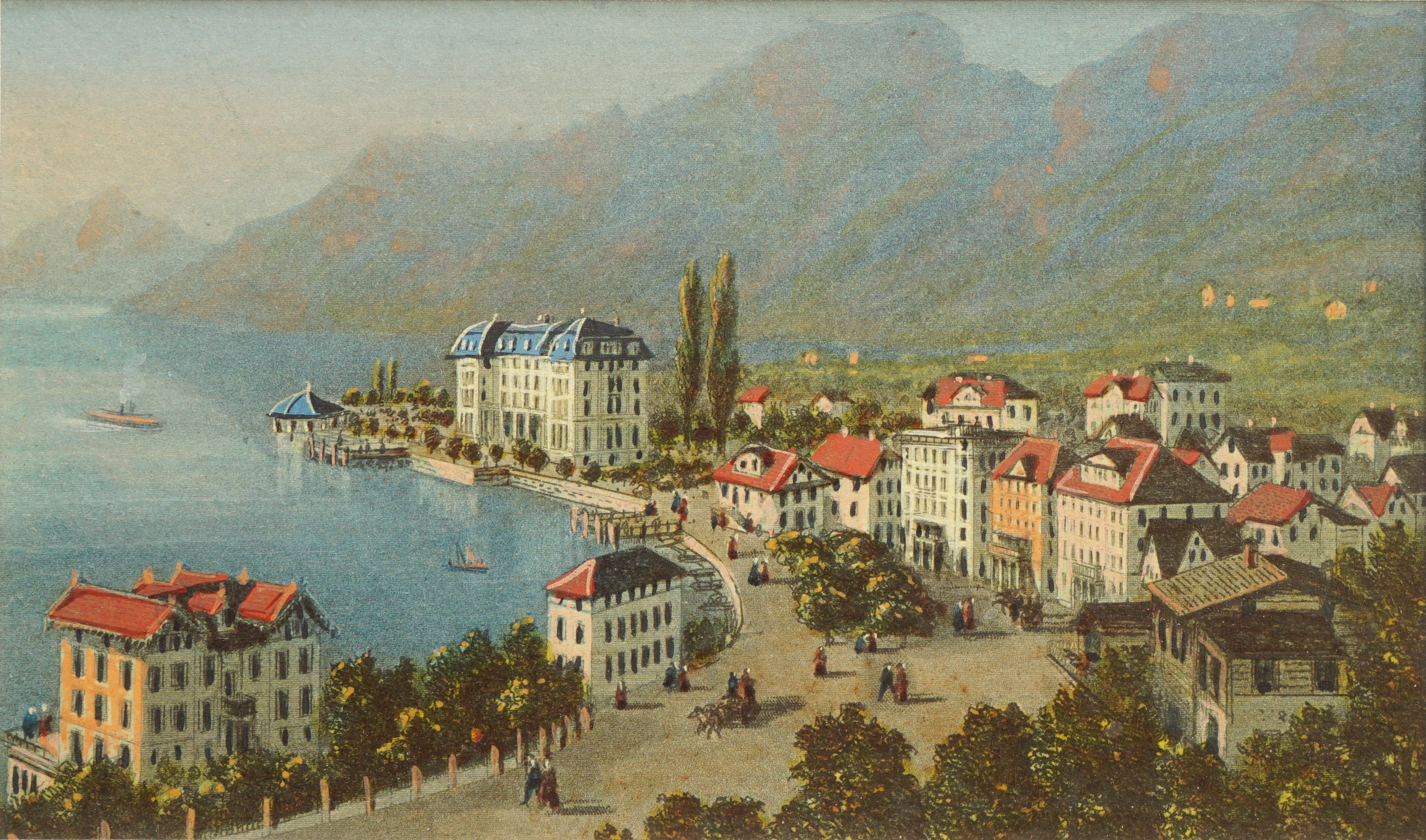
Brunnen vers 1880, par Heinrich Müller.

## Transports
- Ligne ferroviaire CFF Lucerne-Gotthard-Bellinzone, à 40 km de Lucerne et à 130 km de Bellinzone
- Autoroute A4 Schaffhouse-Brunnen, sorties 40 et 21

## Personnalités
- Othmar Schoeck, compositeur
- L’auteur danois Hans Christian Andersen a effectué de nombreux séjours à Brunnen

## Curiosités
- Chapelle